# Hyphydrus fangensis
Hyphydrus fangensis – gatunek wodnego chrząszcza z rodziny pływakowatych, podrodziny Hydroporinae i plemienia Hyphydrini.

## Taksonomia
Gatunek opisany został w 1988 roku przez Olofa Biströma i Masatakę Satō. Zaliczany jest do grupy gatunków signatus.

## Morfologia
Przednie krętarze samców z niewielkim wcięciem o ostrych krawędziach, symetryczne. Przednie i środkowe stopy samców jasne. Przedplecze ciemne z jasnymi, całkiem wąskimi obszarami po bokach. Pokrywy ciemne z obszarami jasno ubarwionymi. Penis posiada wierzchołkowo-boczną kępkę włosków, w obrysie części przedniej widzianej z boku jest zakrzywiony. W widoku grzbietowym płatki penisa nie są przedłużone zewnętrznie, wierzchołkowo. Wierzchołki bocznych płatków penisa w widoku grzbietowym szeroko zaokrąglone.

## Występowanie
Gatunek ten jest endemitem Tajlandii.